# 大和田順子
大和田 順子（おおわだ じゅんこ、1959年 - ）は、日本の経営学者。専門はソーシャル・イノベーション、地域デザイン。教育テック大学院大学　教育経営コース主任・教授。総務省地域力創造アドバイザー。総務大臣表彰受賞。

## 人物・経歴
東京都生まれ。1978年学習院大学文学部哲学科卒業、東急百貨店入社。1988年東急総合研究所生活行動研究室研究員。1992年経済企画庁長官賞受賞。
2006年ロハス・ビジネス・アライアンス共同代表。2015年女性の活力を社会の活力に理事長。2017年総務省地域力創造アドバイザー。2020年宮城大学大学院事業構想学研究科博士後期課程修了、博士（事業構想学）。
2021年同志社大学政策学部政策学科教授、日本ソーシャル・イノベーション学会理事。2022年ふるさとづくり大賞総務大臣表彰受賞。2023年農村計画学会評議員、国際P2M学会理事、地域活性学会理事。
2025年４月、教育テック大学院大学開学とともに、教授。
農林水産省世界農業遺産専門家会議委員、科学技術振興機構社会技術開発センター｢持続可能な多世代共生社会のデザイン｣領域アドバイザー、宮崎県観光審議会委員、長野県環境審議会委員なども歴任した。専門はソーシャル・イノベーション、地域デザイン。

## 著作
- 『多摩川にやさしいライフスタイルの研究』（鈴木敬子と共著）とうきゅう環境浄化財団 1992年
- 『ロハスビジネス』（水津陽子と共著）朝日新聞社 2008年
- 『アグリ・コミュニティビジネス : 農山村力×交流力でつむぐ幸せな社会』学芸出版社 2011年
- 『SDGsを活かす地域づくり : あるべき姿とコーディネイターの役割』（白井信雄, 奥山睦と共編著）晃洋書房 2022年
- 『ソーシャルイノベーションの理論と実践』共著、明石書店、2022年
- 『コミュニティ・デザイン新論』共著、さいはて社、2024年